# Lijst van voetbalinterlands Laos - Vietnam
Deze lijst van voetbalinterlands is een overzicht van alle officiële voetbalwedstrijden tussen de nationale teams van Laos en Vietnam. De landen hebben tot op heden vijftien keer tegen elkaar gespeeld. De eerste ontmoeting, een groepswedstrijd tijdens de Zuidoost-Azië Cup 1996, werd gespeeld in Singapore op 5 september 1996. Het laatste duel, een kwalificatiewedstrijd voor de Azië Cup 2027, vond plaats op 25 maart 2025 in Thủ Dầu Một.

## Wedstrijden
| №  | Plaats              | Datum            | Competitie                      | Wedstrijd      | Uitslag |
| -- | ------------------- | ---------------- | ------------------------------- | -------------- | ------- |
| 1  | Singapore           | 5 september 1996 | Zuidoost-Azië Cup 1996          | Laos − Vietnam | 1 − 1   |
| 2  | Jakarta             | 12 oktober 1997  | Zuidoost-Aziatische Spelen 1997 | Vietnam − Laos | 5 − 2   |
| 3  | Hanoi               | 26 augustus 1998 | Zuidoost-Azië Cup 1998          | Vietnam − Laos | 4 − 1   |
| 4  | Bandar Seri Begawan | 30 juli 1999     | Zuidoost-Aziatische Spelen 1999 | Vietnam − Laos | 9 − 0   |
| 5  | Songkhla            | 13 november 2000 | Zuidoost-Azië Cup 2000          | Laos − Vietnam | 0 − 5   |
| 6  | Hanoi               | 15 december 2004 | Zuidoost-Azië Cup 2004          | Vietnam − Laos | 3 − 0   |
| 7  | Singapore           | 17 januari 2007  | Zuidoost-Azië Cup 2007          | Vietnam − Laos | 9 − 0   |
| 8  | Phuket              | 10 december 2008 | Zuidoost-Azië Cup 2008          | Vietnam − Laos | 4 − 0   |
| 9  | Ho Chi Minhstad     | 26 oktober 2012  | Vriendschappelijk               | Vietnam − Laos | 4 − 0   |
| 10 | Hanoi               | 25 november 2014 | Zuidoost-Azië Cup 2014          | Vietnam − Laos | 3 − 0   |
| 11 | Vientiane           | 8 november 2018  | Zuidoost-Azië Cup 2018          | Laos − Vietnam | 0 − 3   |
| 12 | Singapore           | 6 december 2021  | Zuidoost-Azië Cup 2020          | Laos − Vietnam | 0 − 2   |
| 13 | Vientiane           | 21 december 2022 | Zuidoost-Azië Cup 2022          | Laos − Vietnam | 0 − 6   |
| 14 | Vientiane           | 9 december 2024  | Zuidoost-Azië Cup 2024          | Laos − Vietnam | 1 − 4   |
| 15 | Thủ Dầu Một         | 25 maart 2025    | Azië Cup 2027 kwalificatie      | Vietnam − Laos | 5 − 0   |

## Samenvatting
| Competitie                 | Totaal gespeeld | Winst Laos | Gelijk | Winst Vietnam | Doelsaldo Laos – Vietnam |
| -------------------------- | --------------- | ---------- | ------ | ------------- | ------------------------ |
| Azië Cup-kwalificatie      | 1               | 0          | 0      | 1             | 0 − 5                    |
| Zuidoost-Azië Cup          | 10              | 0          | 1      | 9             | 3 − 44                   |
| Zuidoost-Aziatische Spelen | 2               | 0          | 0      | 2             | 2 − 14                   |
| Vriendschappelijk          | 1               | 0          | 0      | 1             | 0 − 4                    |
| Totaal                     | 15              | 0          | 1      | 14            | 5 − 67                   |

LFF · 
A-internationals · 
Laotiaans vrouwenelftal
1960 – 1969 · 
1970 – 1979 · 
1980 – 1989 · 
1990 – 1999 · 
2000 – 2009 · 
2010 – 2019 ·
2020 − 2029
Afghanistan ·
Bangladesh ·
Bhutan ·
Brunei ·
Cambodja ·
China ·
Filipijnen ·
Guam ·
Hongkong ·
India ·
Indonesië ·
Iran ·
Jordanië ·
Kazachstan ·
Koeweit ·
Lesotho ·
Libanon ·
Macau ·
Malediven ·
Maleisië ·
Mongolië ·
Myanmar ·
Nepal ·
Oman ·
Oost-Timor ·
Qatar ·
Saoedi-Arabië ·
Singapore ·
Sri Lanka ·
Syrië ·
Taiwan ·
Thailand ·
Turkmenistan ·
Verenigde Arabische Emiraten ·
Vietnam ·
Zuid-Korea ·
Zuid-Vietnam
VFF · 
A-internationals · 
Vietnamees vrouwenelftal
1991 – 1999 ·
2000 – 2009 ·
2010 – 2019 ·
2020 − 2029
Afghanistan ·
Albanië ·
Australië ·
Bahrein · 
Bangladesh · 
Bosnië en Herzegovina · 
Cambodja · 
China · 
Curaçao ·
Estland · 
Filipijnen · 
Guam · 
Guinee ·
Hongkong · 
India · 
Indonesië · 
Irak ·
Iran · 
Jamaica · 
Japan ·
Jemen · 
Jordanië ·
Kazachstan · 
Kirgizië ·
Koeweit · 
Laos · 
Libanon · 
Macau · 
Malediven · 
Maleisië · 
Mongolië · 
Mozambique ·
Myanmar · 
Nepal · 
Noord-Korea ·
Oezbekistan · 
Oman · 
Palestina ·
Qatar ·
Rusland ·
Saoedi-Arabië · 
Singapore · 
Sri Lanka · 
Syrië · 
Tadzjikistan · 
Taiwan · 
Thailand · 
Turkmenistan · 
Verenigde Arabische Emiraten · 
Zimbabwe · 
Zuid-Korea